# St. Michael (Steffeln)

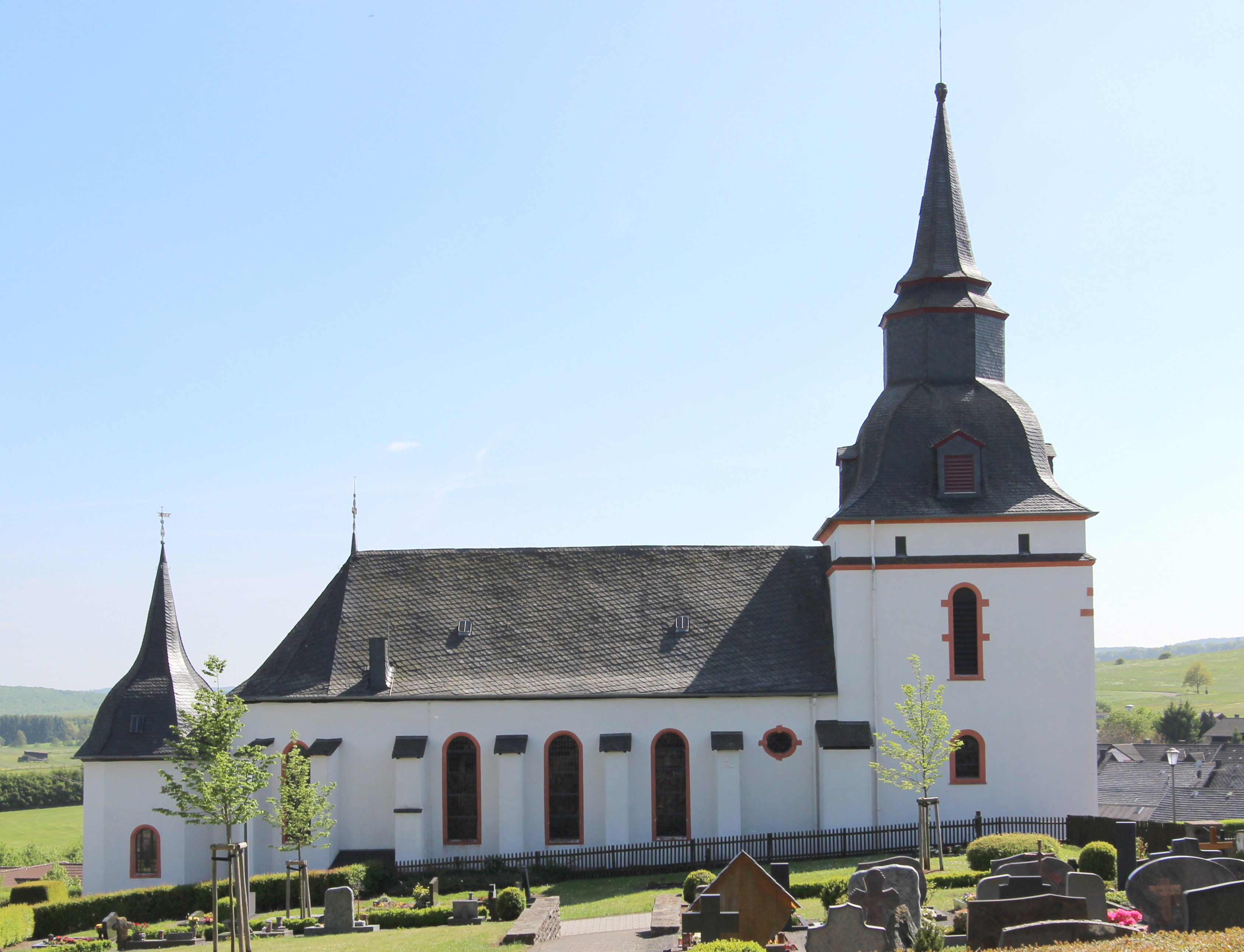
St. Michael (Steffeln)

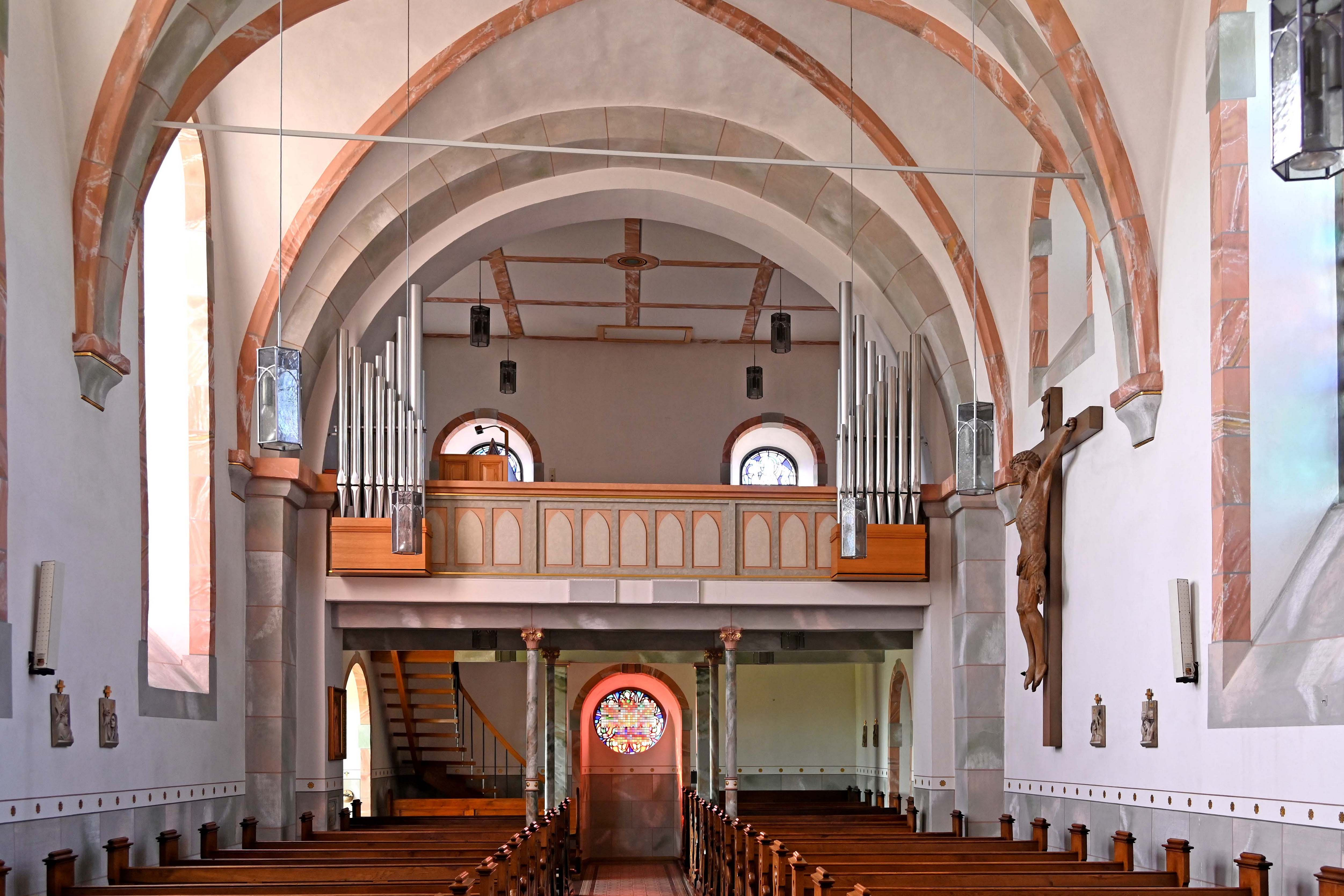
Innenraum mit Blick zur Empore

Die Kirche St. Michael ist die römisch-katholische Pfarrkirche von Steffeln im Landkreis Vulkaneifel in Rheinland-Pfalz. Die Pfarrei gehört zur Pfarreiengemeinschaft Obere Kyll im Pastoralen Raum Adenau-Gerolstein im Bistum Trier.

## Geschichte
Auf dem Tufffelsen mitten im Dorf Steffeln, auf dem sich seit dem Mittelalter eine Burg der Hochstaden erhob, ist seit 1501 eine Kirche bezeugt, deren Kirchenschiff ab 1711 neu erbaut wurde. Ihr Kirchturm wurde 1923 von den Architekten Peter Marx und Peter Gracher als wuchtiger Westturm mit barocker Haube neu errichtet. Das Schiff der dem Erzengel Michael geweihten Kirche misst 25 × 9 Meter. Das Innere wurde 1999 renoviert und farblich umgestaltet.

## Ausstattung

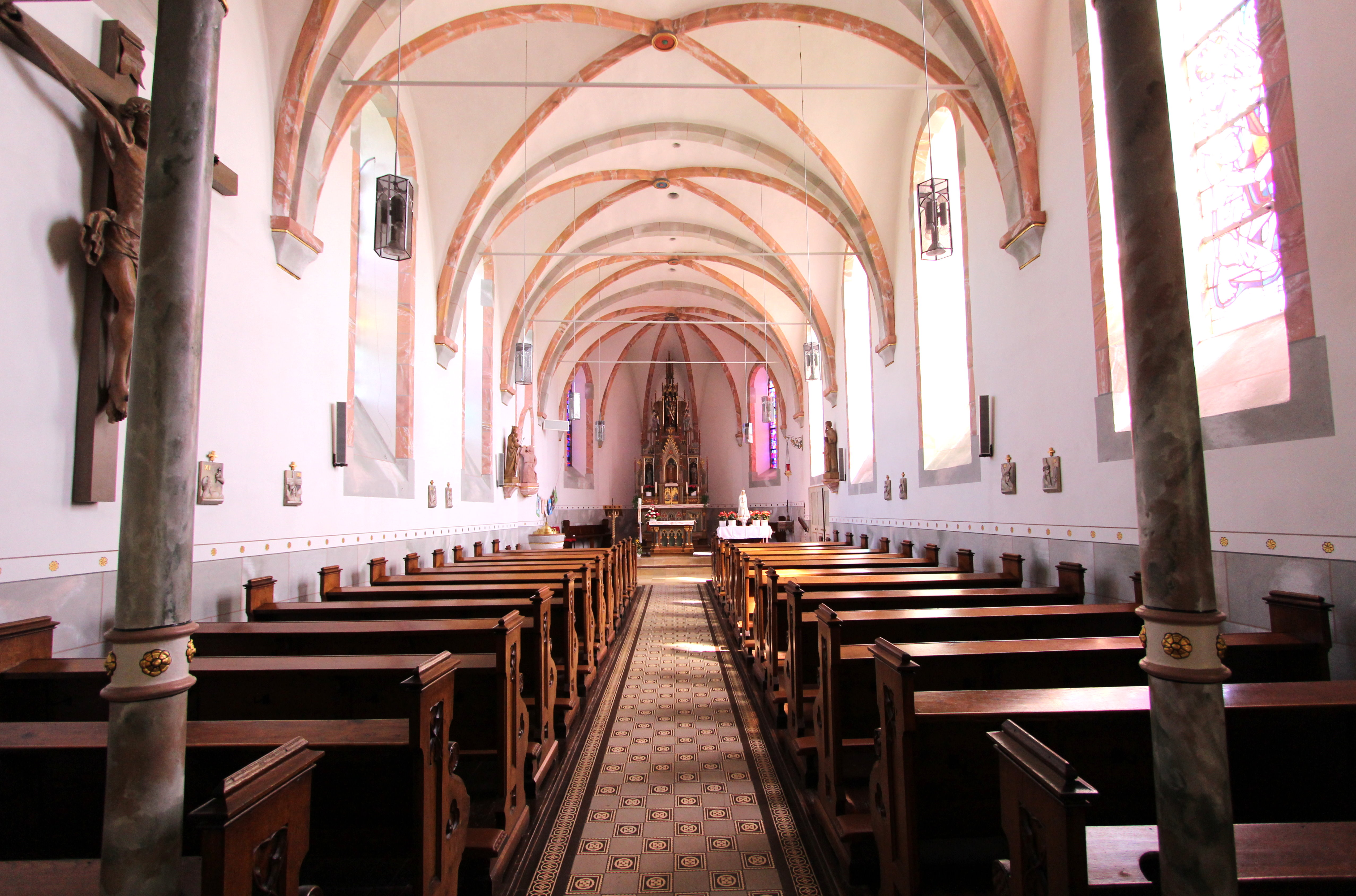
St. Michael (Steffeln)

Der neugotische hölzerne Hochaltar ist von 1890. Bemerkenswert ist der aus Lavatuff gefertigte Taufstein in Becherform aus dem 17. Jahrhundert.  Seit 2007 verfügt die Kirche über eine neue elektronische Orgel.